# Dichrogaster aestivalis
Dichrogaster aestivalis är en stekelart som först beskrevs av Johann Ludwig Christian Gravenhorst 1829.  Dichrogaster aestivalis ingår i släktet Dichrogaster och familjen brokparasitsteklar. Arten är reproducerande i Sverige. Inga underarter finns listade i Catalogue of Life.